# Gojong
Gojong lub Kojong (han. 고종, ur. 8 września 1852 w Seulu, zm. 21 stycznia 1919 tamże) – ostatni król i pierwszy cesarz Korei z dynastii Joseon. Na tron wstąpił jako dziecko. W jego imieniu władzę jako regent sprawował ojciec Daewon-gun. Zmuszony do abdykacji na rzecz syna Sunjonga.

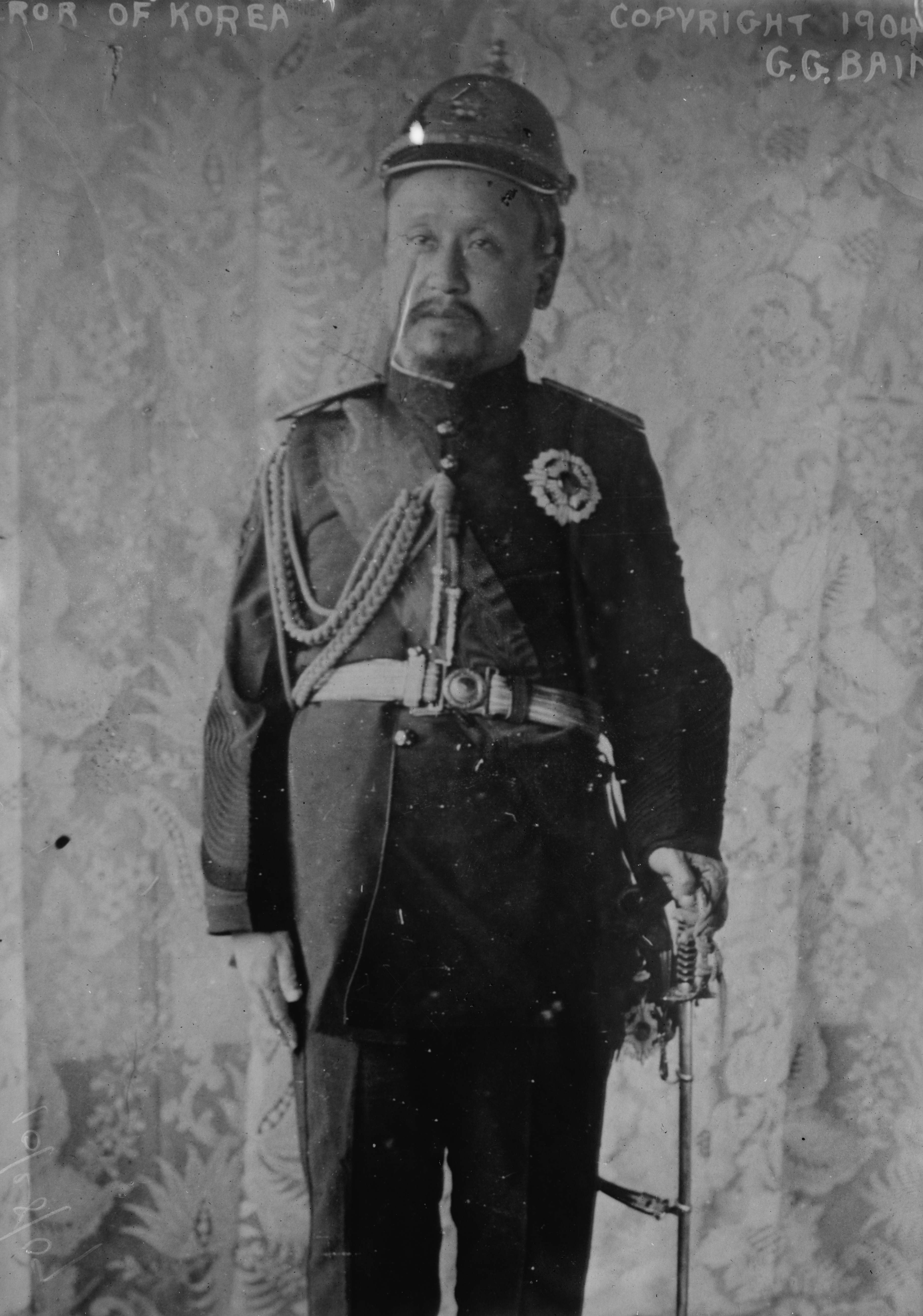
Gojong lub Kojong(1904)